# سيبرينت
طورت السي تي آي أيه - الجمعية اللاسلكية (CTIA - The Wireless Association) (سابقًا جمعية صناعة الاتصالات السلكية واللاسلكية الخلوية) (Cellular Telecommunications Industry Association)، تأسست عضوية المنظمة في عام 1984 لتمثيل شركات الاتصالات اللاسلكية في الولايات المتحدة، عملية وبروتوكول مع دور مقاصة البيانات الرائدة في ذلك الوقت، أي جي تي إي (GTE)، والآن سينيفيرس (Syniverse)، وأنظمة أبيكس ليونايش (Appex Lunayach)، لتبادل معلومات سجل المكالمات والفاتورة ودفع بعضهم البعض لتقديم هذه الخدمة.
يتطلب البروتوكول المُعدل استخدام صيغة التسجيل القياسية. سُمى نظام التسجيل القياسي الذي تم تطويره باسم تسجيل سي آي بي إي آر (CIBER) (دفع فواتير الهواتف الخلوية المتجولة) وقامت السي تي آي إيه أيضًا بتطوير الوظيفة التي عُرفت بنظام سي آي بي إي آر لتسوية التجوال (المعروفة أيضًا بالمقاصة المالية والتسوية) وقدمتها كخدمة لأعضائها.
قررت السي تي آي إيه (CTIA) في النهاية إنشاء كيان مالي منفصل للقيام بهذه المهمة وفي عام 1988، اُخترع السيبرنت، الذي كان ينطق في البداية «سي آي بي إي آر نت.» وكان دوره منذ تأسيسه تحديد وتطوير والمحافظة على نظام تسوية التجوال السي آي بي إي آر (CIBER).
بعد نجاح سوق النظير إيه إم بي إس (أنظمة الهاتف المحمول المتقدمة) للتجوال في الولايات المتحدة ، أنشأت سيبرنت (Cibernet) إدارة لندن عام 1995 لتوفير خدمات تسوية المقاصة المالية للسوق الرقمي الناشئ النظام العالمي للمواصلات الجوالة (GSM). ويمكن القول بأن سيبرنت ازدهرت لتصبح الأكبر والأكثر خبرة في مجال المقاصة المالية في العالم.
في عام 2000، دخلت سيبرنت سوق بيانات المقاصة وركزت في البداية على الأسواق الناشئة في الهند، واحدة من أسرع الأسواق نموًا وطلبًا للهواتف المحمولة في العالم، وتقدم الآن عمليات بيانات المقاصة لأكثر من 45 شبكة في الهند، وآسيا الوسطى، وجنوب شرق آسيا و القارة الإفريقية، وتجهيز وحدات التسجيل تي أيه بي (TAP) الكبيرة والمتنامية.
وفي مارس عام 2003، باعت سي تي آي أيه سايبرنت لمجموعة من مستثمري الأسهم الخاصة بما في ذلك مجموعة فينشرهاوس (Venturehouse) وجيونغ إتش كيم (Jeong H. Kim). وقدمت هذه المجموعة استثمارًا هامًا. وقد تم تطوير تكنولوجيا وبرنامج سُمي ب (وان 1 كلير) (One1Clear) بواسطة سي تي أو مايكل بالدوين (CTO Michael Baldwin) (مثل مختبرات بيل (Bell Labs)) مع خدمة تسوية ومقاصة متكاملة وآلية تشمل جميع المراحل.
أطلقت سيبرينت مؤخرًا، مجموعة استشارات ذكية، أدوات وخدمات ذات تقدم سريع لدعم شركات الاتصالات اللاسلكية ومشغلي شبكات الهاتف المحمول.
وفي مايو 2007، اكتسبت الشركة من قِبل ماخ (MACH) (شركة استثمار لواربورغ بينكس (Warburg Pincus)).